# Tina Louise
Tina Louise, ursprungligen Tina Blacker (några källor uppger Tatiana Josivovna Chernova Blacker) född 11 februari 1934 i New York i New York, är en amerikansk skådespelare, sångare och författare. Hon är mest känd för att ha spelat filmstjärnan Ginger Grant i TV-serien Gilligan's Island.

## Biografi

### Uppväxt och tidig karriär
Louise föddes i New York. Hennes föräldrar var skilda och Louise uppfostrades av sin mor Betty Horn, som var fotomodell. Louise heter egentligen Blacker i efternamn och namnet Louise fick hon under sitt sista år i high school. Hon studerade teater, och hon berättade för läraren att hon var den enda flickan i klassen som inte hade något andra förnamn. Läraren gav henne namnet Louise, och det fastnade. Hon studerade vid Miami University i Oxford, Ohio. Vid sjutton års ålder började hon studera skådespeleri, sång och dans.
Under början av sin karriär som skådespelare erbjöds hon många modelljobb till olika herrtidningar, exempelvis Adam, Sir! och Modern Man. I maj 1958 ställde hon upp på bilder som publicerades i tidningen Playboy.
Sin debut som skådespelare gjorde hon år 1952 i Broadwaymusikalen Two's Company, där hon spelade mot bland andra Bette Davis. Den rollen ledde till fler roller i olika Broadwaymusikaler.
År 1957 medverkade hon i musikalsuccén Knallhatten, som är baserad på serietidningen med samma namn.

### Hollywood ochGilligan's Island
Tina Louise gjorde sin debut på vita duken i filmen Guds lilla land 1958. Därefter medverkade hon i en del italienska filmer, exempelvis Roberto Rossellinis Garibaldi.
När hon återvände till USA började hon studera under ledning av Lee Strasberg, och strax därpå blev hon medlem i Actors Studio.
År 1964 medverkade hon i filmen For Those Who Think Young, där hon spelade mot Bob Denver. Efter den filmen bestämde sig Louise för att lämna Broadway, så att hon helhjärtat kunde satsa på film istället. Strax därpå fick hon rollen som filmstjärnan Ginger Grant i TV-serien Gilligan's Island, där hon fick spela mot Bob Denver igen. Louise var dock inte riktigt nöjd med rollen, för hon oroade sig för typecasting – alltså att hon endast skulle bli mest känd för just den rollen (vilket hon också blev). Rollen gjorde henne dock till en popikon, och år 2005 gjorde TV-showen TV Land Top Ten en lista över de tio största sexsymbolerna från TV – Tina Louise kom på andra plats. (Heather Locklear kom på första plats.)
Rollen som Ginger Grant gör hon även i den tecknade TV-serien The New Adventures of Gilligan.

### EfterGilligan's Island
Efter att Gilligan's Island lagts ner år 1967 gjorde hon många gästroller i olika TV-serier. Hon medverkade även i många långfilmer, exempelvis i Ett järn i elden från år 1968, där hon spelade mot Dean Martin. År 1975 medverkade hon i filmen Fruarna i Stepford, som blev en succé.
Louise var känd för att göra komiska roller i filmer och TV-serier, och denna image försökte hon göra sig av med under 1970-talet. Exempelvis spelade hon en patetisk heroinmissbrukare i ett avsnitt av Kojak från år 1974. År 1976 spelade hon en ondskefull fängelsekund i TV-filmen Nightmare in Badham County. Hon medverkade i många andra TV-filmer under 1970-talet, exempelvis Vad hände med Rosemarys baby? (uppföljare till Rosemarys Baby) och SST: Death Flight.

## Filmografi i urval
- 1957 – The Phil Silvers Show (TV-serie)
- 1958 – Guds lilla land
- 1959 – De laglösas dag
- 1959 – Döden gillrar fällan
- 1959 – Galgen väntar
- 1960 – L'assedio di Siracusa
- 1960 – Saffo, venere di Lesbo
- 1964–1967 – Gilligan's Island (TV-serie)
- 1968 – Ett järn i elden
- 1969 – I nöd och lust
- 1969 – Sheriff utan stjärna
- 1970 – But I Don't Want to Get Married!
- 1974 – Kung Fu (TV-serie) (avsnittet "A dream within a dream")
- 1975 – Fruarna i Stepford
- 1976 – Vad hände med Rosemarys baby?
- 1976 – Nightmare in Badham County
- 1977 – SST: Death Flight
- 1978–1979 – Dallas (TV-serie)
- 1984 – Hell Riders
- 1985 – Nattens Ondska
- 1987 – O.C. & Stiggs
- 1991 – Johnny Suede